# 约翰·埃弗谢德
约翰·埃弗谢德（英語：John Evershed，1864年2月26日—1956年11月17日），印度帝国勋章获得者、皇家学会会员、爱丁堡皇家学会院士，1864年2月26日生，1956年11月17日去世，是世界上首位观察到埃弗谢德效应-即太阳黑子径向移动的英国天文学家。

## 简介
埃弗谢德出生于萨里郡果姆雪尔村，父母亲名叫约翰·埃弗谢德和索菲亚·埃弗谢德（娘家姓皮尔斯）。1909年在印度科代卡那天文台发现了以他名字命名的埃弗谢德效应， 1923年退休后，他在萨里郡尤赫斯特设立了一座私人天文台，并安装了专门设计的大型太阳摄谱仪和另一台带高色散液体棱镜摄谱仪，继续研究日珥中H线和K线的波长，得出了太阳周期中不同阶段和不同纬度上的精准旋转值。
该工作一直持续止1950年天文台关闭，后来他将一些设备转赠给了位于赫斯特蒙索的格林尼治皇家天文台。他是英国天文协会的创始会员，曾负责太阳光谱部（1893年-1899年）和光谱部门（1924年-1926年）。

## 获奖和荣誉
1894年，埃弗谢德当选为英国皇家天文学会会员；1918年被授予英国皇家天文学会金质奖章；1915年5月被选为皇家学会会员。月球上的埃弗谢德环形山就是以他的名字命名的；1923年在他退休时被授予了印度帝国勋章。

## 个人生活
埃弗谢德的妻子是天文学家玛丽·艾克沃斯·奥尔· 埃弗谢德（Mary Ackworth Orr Evershed），二人曾共同发表过一些著作。1956年11月17日，埃弗谢德在萨里郡尤赫斯特去世。
2015年他的手稿文档被伦敦科学博物馆收藏。

## 备注
1. 1 2 3  Stratton, F. J. M. . Biographical Memoirs of Fellows of the Royal Society. 1957, 3: 40–51. JSTOR 769351. doi:10.1098/rsbm.1957.0004.
2. ↑  . articles.adsabs.harvard.edu.   [2017-02-02]. （原始内容存档于2022-06-05）.
3. ↑  . articles.adsabs.harvard.edu.   [2017-02-02]. （原始内容存档于2022-06-05）.
4. ↑  Hockey, Thomas. . Springer Publishing. 2009  [22 August 2012]. ISBN 978-0-387-31022-0. （原始内容存档于2014-02-01）.
5. ↑  . Royal Society.   [1 December 2010].[永久]